# 21527 Horton
21527 Horton è un asteroide della fascia principale. Scoperto nel 1998, presenta un'orbita caratterizzata da un semiasse maggiore pari a 2,5788662 UA e da un'eccentricità di 0,1830422, inclinata di 12,67898° rispetto all'eclittica.
Porta il nome di Douglas Ray Horton, studente premiato nel 2006 all'Intel International Science and Engineering Fair.